# Ken Topalian
Kenneth James „Ken” Topalian (orm. Քենեթ Թոփալյան, ur. 5 lipca 1963 w Pawtucket) – ormiański bobsleista, uczestnik igrzysk olimpijskich.
Ken Topalian trenował biegi płotkarskie, podczas gdy uczęszczał do szkoły średniej. Po odzyskaniu przez Armenię niepodległości wraz z Joe Almasianem postanowił reprezentować ten kraj podczas Zimowych Igrzysk Olimpijskich 1994 odbywających się w Lillehammer. Pod koniec 1992 rozpoczęli przygotowania w Lake Placid, gdzie trenowali na torze bobslejowym pod okiem byłego olimpijczyka Jima Hickeya. Rząd Armenii wydał zgodę na udział w igrzyskach dwójce amerykańskich Ormian 2,5 tygodnia przed rozpoczęciem zawodów. Byli pierwszymi sportowcami, którzy reprezentowali Armenię na igrzyskach olimpijskich. W ślizgu dwójek mężczyzn ich czas łączny wyniósł 3:39,81 przez co zajęli 36. miejsce na 43 zespoły. Topalian po igrzyskach nie brał udziału w żadnych zawodach bobslejowych.
Na początku lat 90. Topalian studiował na University of Rhode Island i pracował w warsztacie samochodowym w rodzinnym Pawtucket. Był przedsiębiorcą i prowadził kilka salonów i warsztatów samochodowych w Rhode Island.